# 藤道健二
藤道 健二（ふじみち けんじ、1959年〈昭和34年〉8月24日 - ）は、日本の政治家、銀行員。元山口県萩市長（1期）。

## 来歴
山口県萩市浜崎新町生まれ。萩市立明倫小学校、萩市立明経中学校（現・萩市立萩東中学校）卒業。1978年（昭和53年）3月、山口県立萩高等学校卒業。1983年（昭和58年）3月、一橋大学経済学部卒業。同年4月、日本長期信用銀行に入行。
1999年（平成11年）1月、同行を退職。同年2月、中小企業金融公庫（現・日本政策金融公庫）に入庫。
2016年（平成28年）5月に日本政策金融公庫を退職。6月、東京都内のプラスチック製品製造会社に転職するも萩市長選挙に向けて退職。9月に帰省。同年12月9日、次期市長選への出馬を表明。
2017年（平成29年）3月19日に行われた萩市長選挙において、自民党の推薦を受けた現職の野村興児との一騎打ちを制し、初当選した。3月27日、市長就任。選挙の結果は以下のとおり。その後自民党に入党した。
※当日有権者数：43,086人 最終投票率：62.34%（前回比：+15.23pts）
| 候補者名 | 年齢 | 所属党派 | 新旧別 | 得票数   | 得票率 | 推薦・支持         |
| -------- | ---- | -------- | ------ | -------- | ------ | ------------------ |
| 藤道健二 | 57   | 無所属   | 新     | 13,823票 | 51.91% |                    |
| 野村興児 | 72   | 無所属   | 現     | 12,805票 | 48.09% | （推薦）自由民主党 |

2021年 (令和3年) 3月21日に行われた同市長選にて、再選を目指して出馬したが、河村建夫の実弟で元県議の田中文夫に500票差で敗れ、落選。
※当日有権者数：39,784人 最終投票率：66.66%（前回比：+4.32pts）
| 候補者名 | 年齢 | 所属党派 | 新旧別 | 得票数   | 得票率 | 推薦・支持 |
| -------- | ---- | -------- | ------ | -------- | ------ | ---------- |
| 田中文夫 | 72   | 無所属   | 新     | 13,399票 | 50.95% |            |
| 藤道健二 | 61   | 無所属   | 現     | 12,899票 | 49.05% |            |

2025年 (令和7年) 3月16日に行われた同市長選に返り咲きを目指して出馬したが、現職の田中文夫に敗れた。
※当日有権者数：36,605人 最終投票率：63.22%（前回比：-3.44pts）
| 候補者名 | 年齢 | 所属党派 | 新旧別 | 得票数   | 得票率 | 推薦・支持 |
| -------- | ---- | -------- | ------ | -------- | ------ | ---------- |
| 田中文夫 | 76   | 無所属   | 現     | 11,995票 | 53.58% |            |
| 藤道健二 | 65   | 無所属   | 元     | 10,393票 | 46.42% |            |

## 政策・主張
- 2018年（平成30年）、イージス弾道ミサイル防衛システム「イージス・アショア」の配備計画を受け、弘中勝久山口県副知事らと防衛省を訪れ、大野敬太郎防衛大臣政務官に住民説明会の開催を要求するなどした[10]。2019年（令和元年）には、イージス・アショアの陸上自衛隊むつみ演習場への配備計画の報告書に誤りがあったことを受け、「調査に対する信頼が損なわれることにもなりかねない」などと述べた。岩屋毅防衛大臣は山口県庁で藤道に謝罪した[11][12]。
- 2020年（令和2年）5月25日、新型コロナウイルス対策の財源に充てるため、自身の6月期末手当を全額カットすると発表した[13]。